# Asociația de Fotbal din Indonezia
Federația de Fotbal din Bangladesh (indoneziană: Persatuan Sepak bola Seluruh Indonesia) este forul ce guvernează fotbalul în Indonezia. Se ocupă de organizarea echipei naționale și a altor competiții de fotbal din stat cum ar fi Indonezia Super League. Își are sediul în Jakarta.

## Președinți
- Soeratin Sosrosoegondo (1930–1940)
- Artono Martosoewignyo (1941–1949)
- Maladi (1950–1959)
- Abdul Wahab Djojohadikusumo (1960–1964)
- Maulwi Saelan (1964–1967)
- Kosasih Poerwanegara (1967–1974)
- Bardosono (1975–1977)
- Moehono (1977)
- Ali Sadikin (1978–1981)
- Syarnoebi Said (1982–1983)
- Kardono (1983–1991)
- Azwar Anas (1991–1999)
- Agum Gumelar (1999–2003)
- Nurdin Halid (2003–2011)
- Djohar Arifin Husin (2011-prezent)